# Влодавский уезд
Влодавский уезд — административная единица в составе Седлецкой губернии Российской империи, существовавшая c 1867 года по 1919 год. Административный центр — город Влодава.

## История

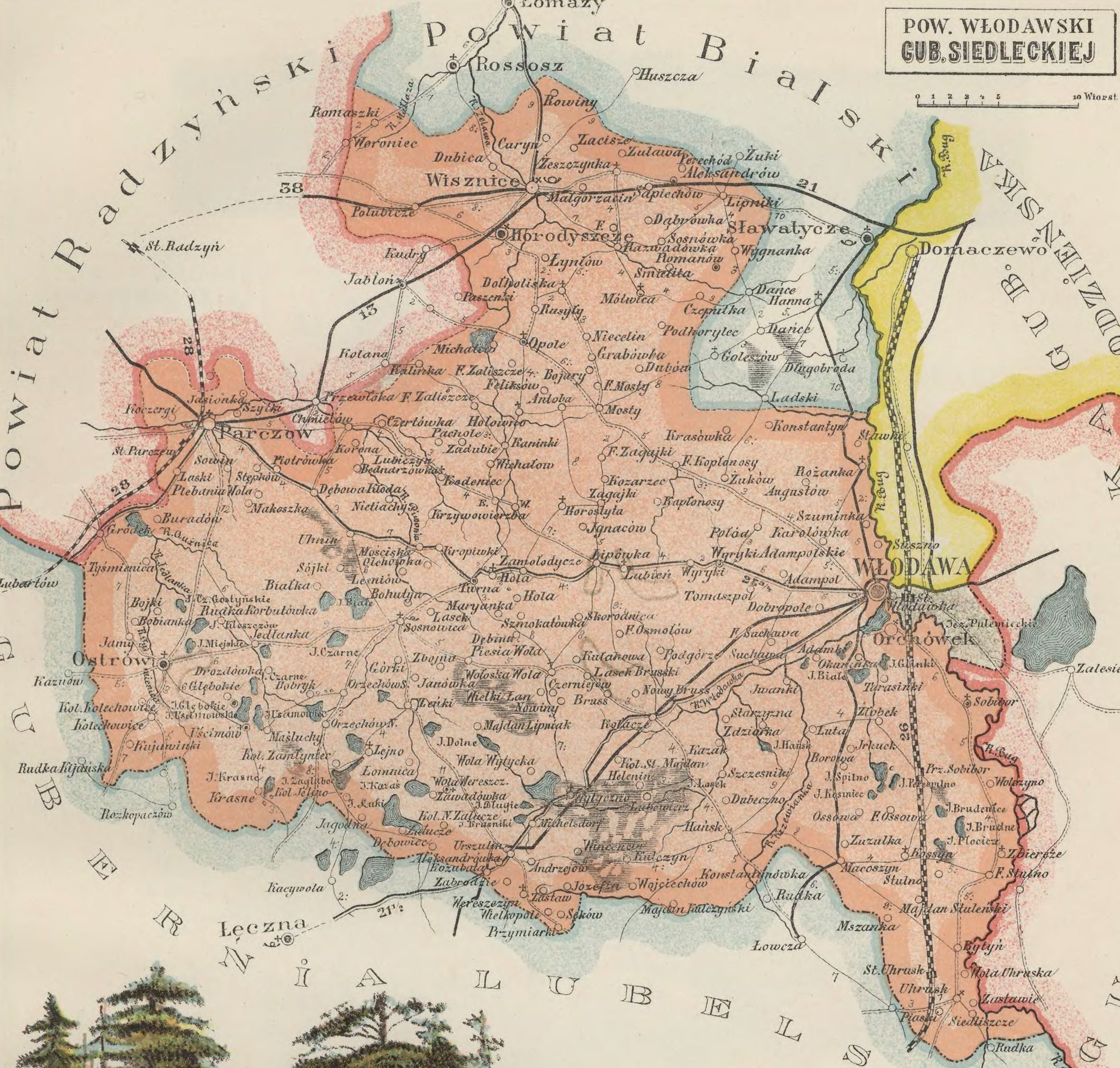
Карта Влодавского уезда 1907 года

Уезд образован в 1867 году в составе Седлецкой губернии Российской империи. В 1919 году преобразован в Влодавский повят Люблинского воеводства Польши.

## Население
По переписи 1897 года население уезда составляло 72 476 человек, в том числе в городе Влодава — 8268 жит.

### Национальный состав
Национальный состав по переписи 1897 года:
- украинцы (малороссы) — 54 653 чел. (55,7 %),
- поляки — 21 017 чел. (21,4 %),
- евреи — 15 601 чел. (15,9 %),
- немцы — 4237 чел. (4,3 %),
- русские — 2271 чел. (2,3 %),

## Административное деление
В 1913 году в состав уезда входило 14 гмин: 
| - Влодава — д. Шуминка, - Воля-Верещинска — с. Воля-Верещинска, - Вырыки — д. Вырыки, - Ганск — с. Ганск, - Городище — пос. Вишницы, - Дубова-Колода — д. Дубова-Колода, - Кривоверба — д. Кривоверба, | - Ополе — с. Ополе, - Остров — пос. Остров, - Романов — д. Сосновка, - Собибор — с. Сбереже, - Турно — д. Замолодыче, - Тысьменица — с. Тысьменица, - Устимов — с. Устимов. |